# Bulbophyllum quinquelobum
Bulbophyllum quinquelobum är en orkidéart som beskrevs av Rudolf Schlechter. Bulbophyllum quinquelobum ingår i släktet Bulbophyllum och familjen orkidéer.

## Underarter
Arten delas in i följande underarter:
- B. q. lancilabium
- B. q. quinquelobum